# Entemena

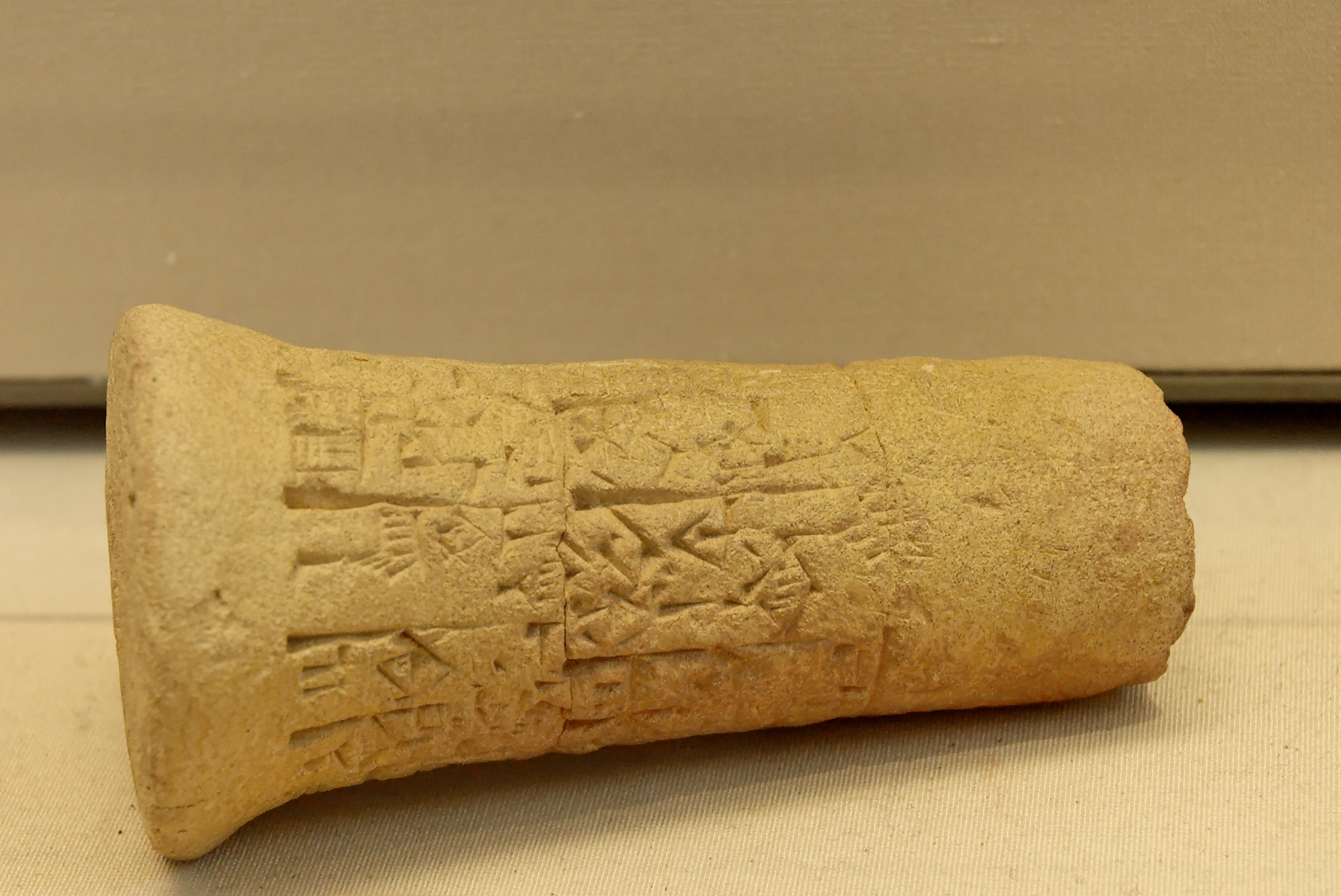
Un dels més antics documents diplomàtics, en una peça d'argila, datat vers 2400 aC

Entemena va ser rei de Lagaix, successor del rei Eannatum I cap al 2430 aC i fins vers el 2400 aC. A diferència del seu pare, ja només va portar el títol d'ensi de Lagaix, fet que indicaria la fi de l'hegemonia, tot i que encara s'han trobat inscripcions d'aquest príncep a Ur i Badtibira, i es coneix un pacte d'agermanament amb Lugalkingeneshdudu d'Uruk, que apareix a la llista de reis sumeris i que l'hauria ajudat contra Illi d'Umma.

## Artefactes
D'aquest rei, és una de les estàtues més antigues de Mesopotàmia que era al Museu Nacional de l'Iraq, però fou robada el 2003 quan van entrar els americans a la ciutat.
Un trípode de plata dedicat per Entemena al seu déu es troba al Museu del Louvre. Un fris de lleons menjant uns cérvols està gravat amb gran habilitat artística. Un florer és una prova de l'alt nivell d'excel·lència al que havien arribat els forjadors en aquell temps; també un pitxer de calcita dedicat per Entemena, es va trobar a Nippur.
Un dipòsit de taules d'argila d'Entemena, en condicions excel·lents, relaciona un tractat de pau, i es dedica al déu Bad-Tibira. És un dels més antics documents diplomàtics coneguts.
El va succeir Eannatum II.

## Galeria

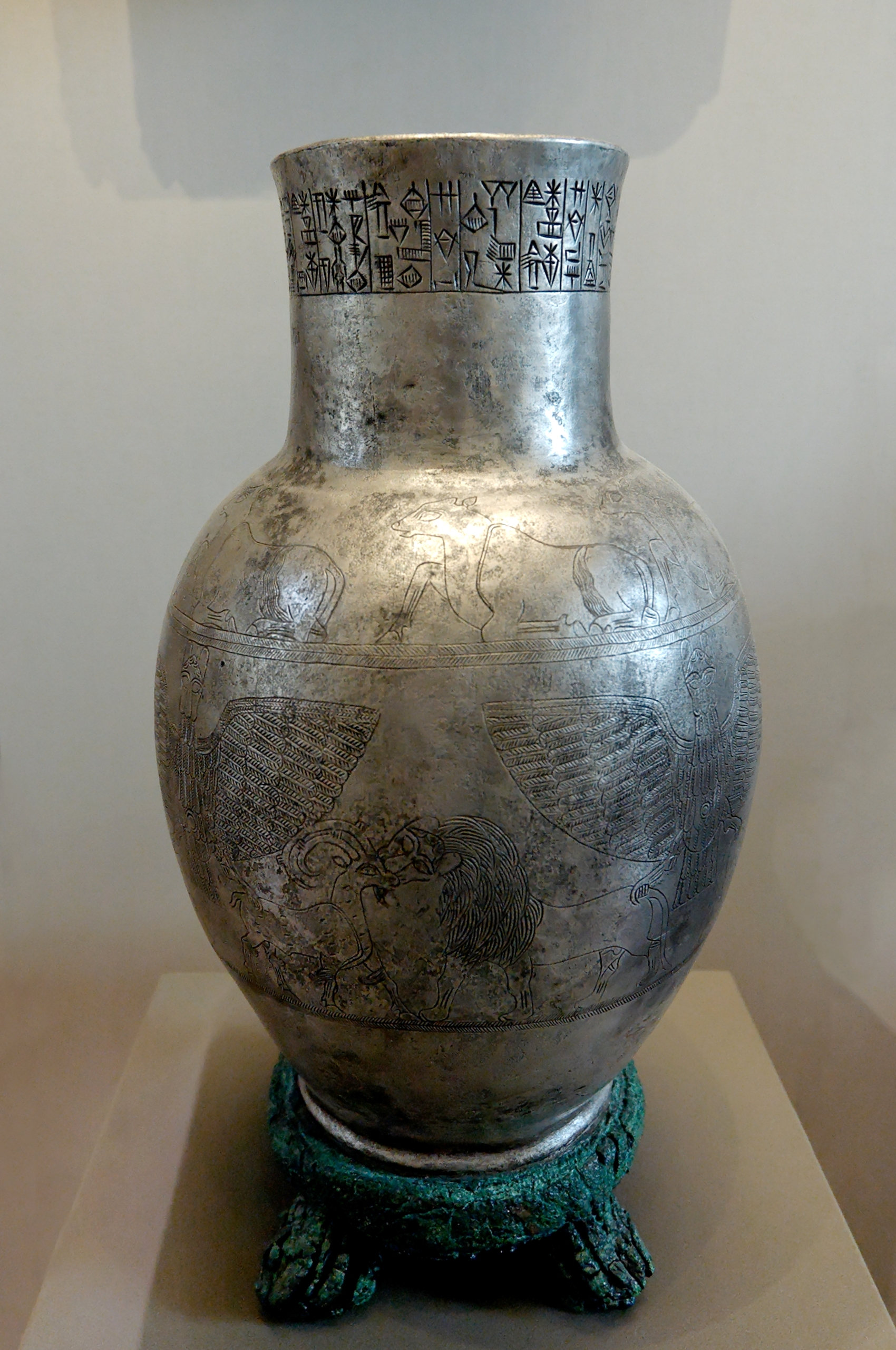
Vas de plata amb costats decorats gravat amb escriptura cuneïforme
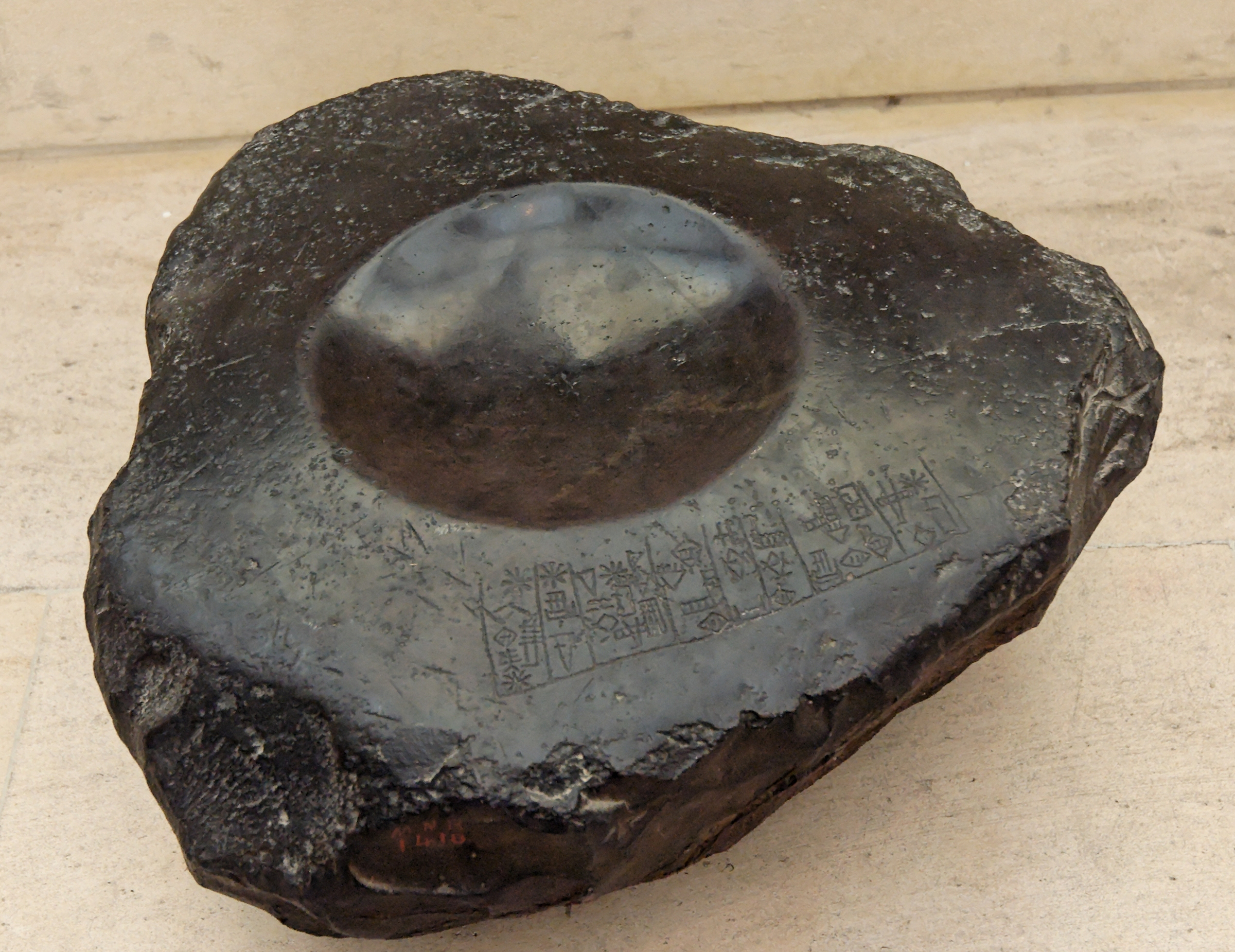
Objecte d'Entemena, amb inscripcions cuneïformes